# Dákiti
Dákiti è un singolo del rapper portoricano Bad Bunny e del cantante portoricano Jhay Cortez, pubblicato il 30 ottobre 2020 come primo estratto dal terzo album in studio El último tour del mundo.

## Promozione
I due interpreti hanno eseguito il brano nell'ambito dei Grammy Award del 14 marzo 2021.

## Video musicale
Il video, diretto da Stillz, è stato reso disponibile il 30 ottobre 2020 in concomitanza con l'uscita del brano.

## Tracce
Testi e musiche di Benito Antonio Martínez, Jesús Manuel Nieves Corthez e Gabriel Mora.
1. Dákiti – 3:26

## Formazione
- Bad Bunny – voce
- Jhay Cortez – voce
- La Paciencia – produzione
- Tainy – produzione
- Colin Leonard – mastering
- Josh Gudwin – missaggio

## Successo commerciale
Dákiti ha esordito alla 9ª posizione della Billboard Hot 100 e direttamente alla vetta della Hot Latin Songs statunitense nella pubblicazione del 17 novembre 2020 grazie a 22,2 milioni di stream, segnando il numero più alto di riproduzioni in streaming per una canzone latina dell'anno, e 5 000 copie digitali. È inoltre divenuta la seconda canzone completamente in lingua spagnola a fare la propria entrata nella top ten della Hot 100 statunitense da Mía di Bad Bunny stesso. In seguito alla messa in commercio del disco El último tour del mundo, il brano ha raggiunto la top five con 24,1 milioni di riproduzioni in streaming nella pubblicazione del 12 dicembre 2020.

## Classifiche

### Classifiche settimanali
| Classifica (2020-22)  | Posizione massima |
| --------------------- | ----------------- |
| Argentina             | 1                 |
| Belgio (Fiandre)      | 76                |
| Belgio (Vallonia)     | 22                |
| Bolivia               | 14                |
| Canada                | 73                |
| Cile                  | 22                |
| Colombia              | 1                 |
| Costa Rica            | 1                 |
| Ecuador               | 12                |
| El Salvador           | 5                 |
| Francia               | 5                 |
| Germania              | 88                |
| Grecia                | 48                |
| Guatemala             | 1                 |
| Irlanda               | 67                |
| Italia                | 11                |
| Lituania              | 52                |
| Messico               | 1                 |
| Panama                | 1                 |
| Paraguay              | 17                |
| Perù                  | 1                 |
| Portogallo            | 5                 |
| Repubblica Dominicana | 1                 |
| Russia                | 29                |
| Spagna                | 1                 |
| Stati Uniti           | 5                 |
| Svizzera              | 12                |

### Classifiche di fine anno
| Classifica (2020)     | Posizione |
| --------------------- | --------- |
| Cile                  | 7         |
| El Salvador           | 9         |
| Guatemala             | 9         |
| Panama                | 5         |
| Repubblica Dominicana | 1         |
| Spagna                | 11        |
| Classifica (2021)     | Posizione |
| Belgio (Vallonia)     | 34        |
| El Salvador           | 1         |
| Francia               | 30        |
| Italia                | 77        |
| Portogallo            | 26        |
| Spagna                | 13        |
| Stati Uniti           | 28        |
| Svizzera              | 51        |
| Uruguay               | 7         |
| Classifica (2022)     | Posizione |
| Spagna                | 97        |
| Classifica (2023)     | Posizione |
| Portogallo            | 191       |